# Natasha Klauss
Natasha Klauss   (Cali, 25 de juny de 1975) Natasha Alejandra Rastapkevicius Arrondo és una actriu colombiana coneguda per interpretar a Sarita Elizondo a la famosa telenovela colombiana de Pasión de Gavilanes, com també interpretant a Isabella Montilla, en aquest cas al paper antagònic a la telenovela La Tormenta.

## Biografia
Natasha Klauss va néixer en Cali, Vall del Cauca, a l'any 1975, però molt joveneta la seva família es va traslladar a Barranquilla, Atlàntic. Els seus avis eran descents de Lituània i els seus pares eren uruguays. Quan era jove, li agradava ballar i començà a fer classe de ball buscant una carrera professional en el ballet. Va tenir un problema amb el seu genoll i a causa d'això la van haver d'intervenir quirúrgicament on el metge li va dir que ja no podria exercir una carrera professional de ballet. Sens dubte, Natasha volia estudiar alguna carrera artística i es va decantar a estudiar interpretació.

## Vida Privada
Natasha es va casar amb Marcelo Grecco al 2003 i el fruit d'aquest matrimoni va surgir el naixement de la seva segona filla Paloma Grecco Rastapkevicius, nascuda al 2009. Del seu anterior matrimoni amb Víctor Gómez va néixer Isabel Gómez Rastapkevicius el 2001.

## Filmografia

### Televisió
| Any             | Títol                                | Personatge                              |
| --------------- | ------------------------------------ | --------------------------------------- |
| 1995-1996       | Las ejecutivas                       | Zulma                                   |
| 1996-1997       | Prisioneros del amor                 | Martha                                  |
| 1998-1999       | Corazón prohibido                    | Julieta Muñoz                           |
| 1999-2000       | La caponera                          | Amparo                                  |
| 2002            | María Madrugada                      | Aída Suárez                             |
| 2002-2003       | La venganza                          | Sandra Guzmán                           |
| 2003-2004, 2022 | Pasión de gavilanes                  | Sarita Elizondo Acevedo de Reyes        |
| 2004-2005       | La mujer en el espejo                | Luzmila Arrebato                        |
| 2005-2006       | La Tormenta                          | Isabella Montilla Manterola             |
| 2006-2007       | Decisiones                           | Varios personajes                       |
| 2007            | El Zorro: la espada y la rosa        | Sor Ana Camila / Suplicios              |
| 2008            | Novia para dos                       | Tania Toquica Murillo                   |
| 2008            | Mujeres asesinas                     | Olga "Ep11: La portera"                 |
| 2009            | El último matrimonio feliz           | Marcela de Pizarro                      |
| 2009-2010       | Amor en custodia                     | Sandra Estrada                          |
| 2010            | Tierra de cantores                   | Carmen Moscote                          |
| 2011            | Los herederos Del Monte              | Berta Soto                              |
| 2011            | Confidencial                         | Ángela Guarín "Ep: De vuelta a la vida" |
| 2011-2012       | Corazón de fuego                     | Alejandra Vivanco / Lucía Vázquez       |
| 2013-2014       | Mentiras perfectas                   | Alicia Rivera                           |
| 2015-2016       | Anónima                              | Adriana Venega                          |
| 2016            | La esclava blanca                    | Ana de Granados                         |
| 2017            | Sobreviviendo a Escobar, alias JJ    | Ana María Solozábal                     |
| 2017-2018       | Hermanos y hermanas                  | Sara Soto Matiz                         |
| 2018-2019       | La ley del corazón                   | Juez (Participación especial)           |
| 2019            | El Barón                             | Carla Sánchez                           |
| 2019            | El Bronx                             | Sarah de Noriega                        |
| 2019            | Bolívar                              | Emma (Participación especial)           |
| 2019            | La casa de colores                   | Angélica                                |
| 2020            | Decisiones: Unos ganan, otro pierden | Marta Benítez "Ep21: Indigna justicia"  |
| 2020            | Operación pacífico                   | Jueza Amalia                            |
| 2021            | Así es la vuelta                     | Adela                                   |
| 2021            | Influencer                           | Verónica Arango                         |
| 2022            | Primate                              | Juliana                                 |

## Premis i Nominacions

### Premis TV i Noveles
| Any  | Categoria                                   | Telenovela            | Resultat |
| ---- | ------------------------------------------- | --------------------- | -------- |
| 2018 | Millor Actriu Villana de Telenovela o Sèrie | Hermanos y hermanas   | Nominada |
| 2014 | Millor Actriu de Repart de Sèrie            | Mentiras perfectas    | Nominada |
| 2006 | Millor Actriu Antagònica                    | La tormenta           | Ganadora |
| 2006 | Millor Actriu de Repart                     | La mujer en el espejo | Nominada |
| 2004 | Millor Actriu de Repart                     | Pasión de gavilanes   | Nominada |
| 2004 | Millor Actriu de Repart                     | La venganza           | Ganadora |
| 2003 | Millor Actriu de Repart                     | María Madrugada       | Nominada |

### Premis India Catalina
| Any  | Categoria                                      | Telenovela   | Resultat |
| ---- | ---------------------------------------------- | ------------ | -------- |
| 2012 | Millor Actriu Protagònica de Sèrie o Minisèrie | Confidencial | Nominada |

### Altres Premis Obtinguts
- Premi Dos d'Or de Veneçuela a Millor Actriu Protagonista juntament amb Danna García i Paola Rey per Pasión de Gavilanes.

- Premi Orquídea USA a Millor Actriu Protagonista juntament amb Danna García i Paola Rey per Pasión de Gavilanes.
- Premi Telenoveles a Millor Actriu Jove per Pasión de Gavilanes.
- Premi ACE New York a Millor Coactuació Femenina per Pasión de Gavilanes.
- Premi Mara a Millor Actriu Jove Internacional per La venganza.
- Premi ACA 15 Minuts a Millor Actriu de Repart per Alias J.J.